# Petar Ratkov
Petar Ratkov (serbisch-kyrillisch Петар Ратков; * 18. August 2003 in Belgrad) ist ein serbischer Fußballspieler.

## Karriere

### Verein
Ratkov begann seine Karriere beim FK TSC. Im Februar 2021 stand er erstmals im Profikader von TSC. Sein Profidebüt in der SuperLiga gab er dann im März 2021 gegen den FK Roter Stern Belgrad. Bis zum Ende der Spielzeit 2020/21 kam er zu neun Einsätzen im Oberhaus. In der Saison 2021/22 absolvierte er 31 Partien, in denen er dreimal traf. In der Saison 2022/23 wurde er mit TSC Vizemeister, mit 13 Treffern in 36 Einsätzen war er der beste Torschütze des Klubs und ligaübergreifen der drittbeste Stürmer.
Zur Saison 2023/24 wechselte Ratkov zum österreichischen Bundesligisten FC Red Bull Salzburg, bei dem er einen bis Juni 2028 laufenden Vertrag erhielt. Am 17. Februar 2024 erzielte er in der Partie gegen den FC Blau-Weiß Linz nach sechs Sekunden den schnellsten Treffer in der Geschichte der Bundesliga.

### Nationalmannschaft
Ratkov spielte im Oktober 2021 erstmals für die serbische U-19-Auswahl. Mit jener nahm er 2022 auch an der EM teil, bei der er in allen drei Partien zum Einsatz kam und ein Tor erzielte. Mit den Serben schied er aber bereits in der Vorrunde aus.
Im September 2022 debütierte er im U-21-Team. Im Oktober 2023 gab er in einem EM-Qualifikationsspiel gegen Ungarn sein Debüt im A-Nationalteam. 2024 wurde er dann in den Kader für die EM berufen, wo er jedoch ohne Einsatz blieb.